# Kuppelei
Kuppelei (lateinisch lenocinium) ist die vorsätzliche Vermittlung oder Förderung der Unzucht. In Verbindung mit Geldzahlungen gehört Kuppelei auch in den Kontext der Prostitution. Ausübende der Kuppelei werden als Kuppler bezeichnet.

## Entwicklung des Begriffes

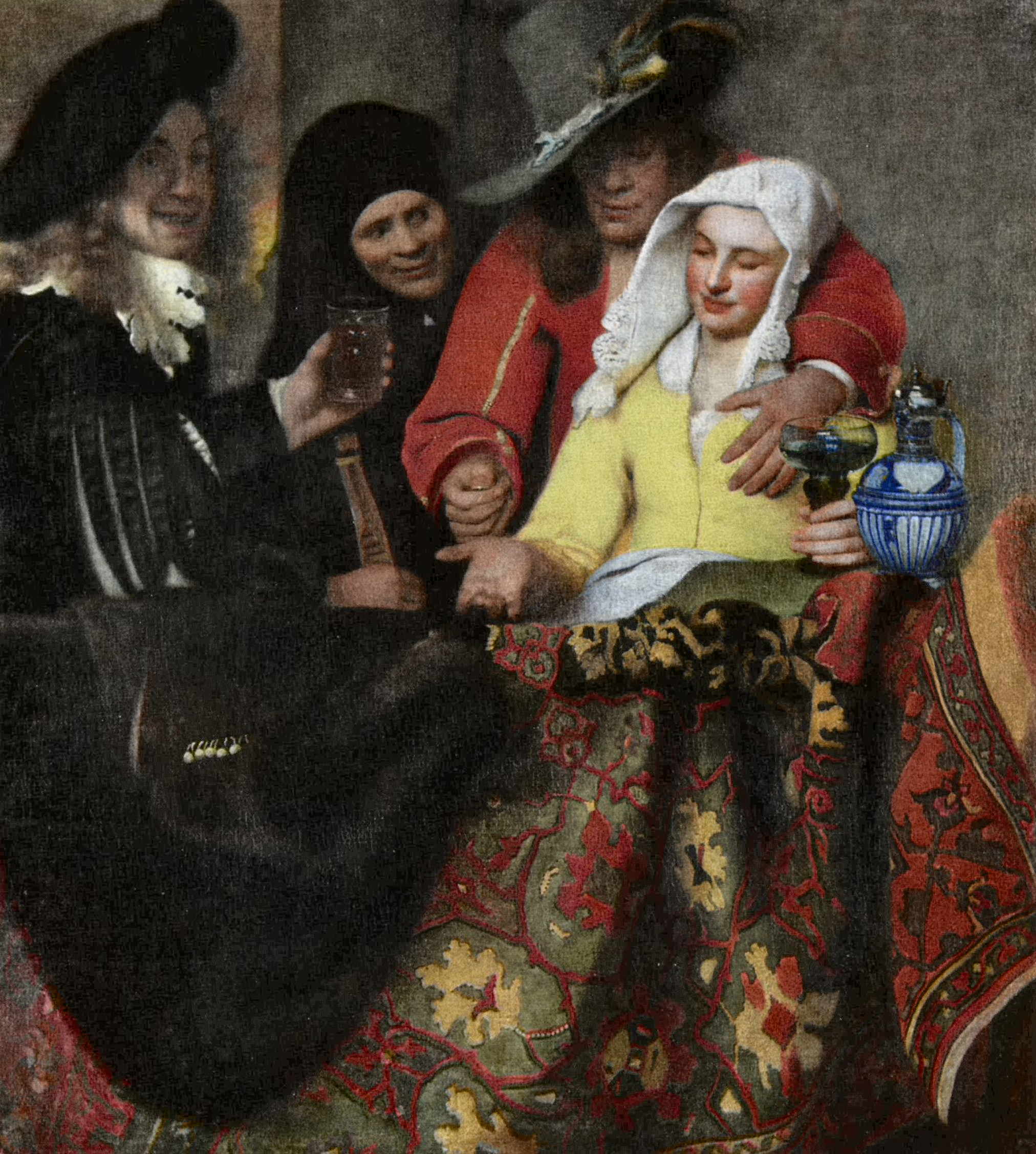
Bei der Kupplerin (Gemälde von Jan Vermeer, 1656)

Kuppelei war in Europa als Straftatbestand schon seit dem Hochmittelalter bekannt.
Das Vorschubleisten zu fremder Unzucht (außerehelicher Geschlechtsverkehr) bedeutete das Herbeiführen günstigerer Bedingungen als die bisher vorhandenen. Dies konnte durch Vermittlung oder Gewährung bzw. die Verschaffung von Gelegenheit sein. Die Abgrenzung zur Zuhälterei und Prostitution war zeitweise sehr vage. Unter die Kuppelei fiel beispielsweise auch die Vermittlung von Seitensprüngen in den Rendezvous-Häusern der Belle Époque.
Obwohl der Straftatbestand der Kuppelei in der Geschichte mehrfach variierte, wurde er fast immer in einfache Kuppelei und schwere (qualifizierte) Kuppelei aufgeteilt. Erstere wurde als das nur einfache Vorschubleisten der Unzucht weit weniger hart bestraft, wobei hierbei oft nur die Vollendung strafbar war, die allerdings schon vorlag, wenn es zu einer Gelegenheit zur Unzucht (nicht notwendig zur Unzucht selbst) gekommen war. Als schwere Kuppelei, bei der der Versuch schon strafbar war, galt die mit Kunstgriffen oder in einer besonderen Vertrauensstellung begangene Kuppelei. Die gewohnheitsmäßige wie die Kuppelei aus Eigennutz kamen zumeist bei Bordellen und ihren Betreibern zur Anwendung. Hierbei blieb es immer eine Kontroverse und wurde unterschiedlich geurteilt, ob dies auch für (staatlich) zugelassene Bordelle gelten könne. Als Kunstgriffe galten eine Täuschung, das Überlisten oder auch das Betrunkenmachen der Verkuppelten, um den Geschlechtsverkehr herbeizuführen. Die Vertrauensstellung war gegeben, wenn der Kuppler Elternteil, Ehemann, erziehende Person (Lehrer, Pfarrer) oder die Verkuppelten Pflegebefohlene waren.
Auch die Bedeutung des Wortes Unzucht in Beziehung zum Begriff der Kuppelei war stark umstritten. Fast durchgängig war es umstritten, ob auch die Förderung des Geschlechtsverkehrs von Verlobten strafbar sein sollte, dies nahmen allerdings sowohl das Reichsgericht (RGSt 8, 172) als auch der BGH (BGHSt 6, 46) an. Unbedeutend für die Bestrafung der Kuppelei war es, ob die Unzucht an sich eine Straftat darstellte, da die Kuppelei als eigenes Delikt und nicht als Teilnahmehandlung galt.
In der Bundesrepublik Deutschland wurde der Begriff Kuppelei bis 1973 verwendet. Der Kuppelei machten sich nach damaliger Rechtsprechung auch diejenigen Eltern schuldig, die ihren (auch volljährigen) Kindern den Kontakt mit ihren möglichen Sexualpartnern im elterlichen Haus erlaubten; bei Minderjährigen (damals bis zum 21. Geburtstag) war (bzw. ist, vgl. unten Förderung sexueller Handlungen Minderjähriger) eine Begehung der Tat auch durch Aufsichtspflichtverletzung möglich, unabhängig vom Aufenthaltsort der zu beaufsichtigenden Minderjährigen. Die teilweise widersprüchlichen staatlichen Regelungen und eine veränderte gesellschaftliche Moral führten 1973 zu einer Strafrechtsreform.
In Österreich wird der Begriff Kuppelei noch heute verwendet, allerdings wurde auch dort der Tatbestand mit Inkrafttreten des Strafgesetzbuch (Österreich) am 1. Jänner 1975 stark eingeschränkt.

## Deutschland
Kuppelei (zum Begriff siehe oben) war seit 1871 nach den §§ 180 a.F. und 181 a. F.  StGB strafbar:
In Meyers Konversations-Lexikon wurde Kuppelei folgendermaßen beschrieben (Rechtslage 1871 bis 1900):

„Dieselbe erscheint als strafbares Vergehen (einfache Kuppelei), wenn sie gewohnheitsmäßig oder aus Eigennutz durch Vermittelung oder durch Gewährung oder Verschaffung von Gelegenheit zur Unzucht begangen wird, und soll nach dem deutschen Strafgesetzbuch mit Gefängnis von 1 Tag bis zu 5 Jahren bestraft werden. Auch kann auf Verlust der bürgerlichen Ehrenrechte und auf Zulässigkeit von Polizeiaufsicht erkannt werden.“

„Als Verbrechen, dessen bloßer Versuch schon strafbar ist, erscheint die Kuppelei (schwere Kuppelei) dann, wenn dabei hinterlistige Kunstgriffe angewendet wurden, oder wenn der Schuldige zu den Personen, mit welchen die Unzucht getrieben worden, in dem Verhältnis von Eltern zu Kindern, von Vormündern zu Pflegebefohlenen, von Geistlichen, Lehrern oder Erziehern zu den von ihnen zu unterrichtenden oder zu erziehenden Personen steht. Die Kuppelei wird alsdann, selbst wenn sie weder gewohnheitsmäßig noch aus Eigennutz verübt wurde, mit Zuchthaus von 1 bis zu 5 Jahren und Verlust der bürgerlichen Ehrenrechte bestraft; auch kann auf Zulässigkeit von Polizeiaufsicht erkannt werden.“

### Novellen von 1900 und 1927
Im Jahr 1900 wurden die Kuppeleivorschriften durch die Lex Heinze verändert. Der § 181 Nr. 2 StGB wurde so formuliert, dass der vollendete Tatbestand selbst dann vorlag, wenn es tatsächlich gar nicht zur Unzucht gekommen war (§ 180 und § 181 Nr. 1 StGB waren schon vorher so formuliert). Außerdem wurde auch die Verkupplung der Ehefrau durch den Ehemann als schwere Kuppelei nach § 181 Nr. 2 StGB unter Strafe gestellt (z. B. bei einem Partnertausch bzw. Gruppensex, aber auch bei bloßer Duldung der Unzucht mit Dritten in einer offenen Ehe bzw. Polyamorie). Die Mindeststrafe der § 180 StGB wurde auf einen Monat erhöht, andererseits bei Vorliegen mildernder Umstände die bisherige Mindeststrafe beibehalten. Auch im § 181 wurden mildernde Umstände zugelassen, sodass auch hier die Strafe bis auf einen Tag Gefängnis herabgesetzt werden konnte.
Im Jahr 1927 wurden im § 180 StGB die Absätze 2 und 3 ergänzt. Der Absatz 2 war eine Klarstellung, der Absatz 3 brachte dagegen eine Einschränkung des Tatbestands, damit Prostituierte eine Wohnung für ihre Arbeit mieten können. Das Ziel war, der Straßenprostitution entgegenzuwirken.

### Rechtliche Lage bis 1968 (DDR) bzw. 1970 (Bundesrepublik)
§ 180 StGB lautete von 1927 bis 1968 (DDR) bzw. 1970 (Bundesrepublik) :
(2) Als Kuppelei gilt insbesondere die Unterhaltung eines Bordells oder eines bordellartigen Betriebs.
§ 181 StGB lautete von 1900 bis 1968 (DDR) bzw. 1970 (Bundesrepublik):
1. um der Unzucht Vorschub zu leisten, hinterlistige Kunstgriffe angewendet werden, oder
2. der Schuldige zu der verkuppelten Person in dem Verhältnis des Ehemanns zur Ehefrau, von Eltern zu Kindern, von Vormündern zu Pflegebefohlenen, von Geistlichen, Lehrern oder Erziehern zu den von ihnen zu unterrichtenden oder zu erziehenden Personen steht.
(2) Neben der Zuchthausstrafe ist der Verlust der bürgerlichen Ehrenrechte auszusprechen; auch kann zugleich auf Geldstrafe sowie auf Zulässigkeit von Polizeiaufsicht erkannt werden.
Das Mindestmaß der Gefängnisstrafe betrug nach § 16 StGB a. F., wenn nicht im Tatbestand höher angedroht, einen Tag, das Höchstmaß, wenn nicht niedriger angedroht, fünf Jahre. Das Mindestmaß der Zuchthausstrafe betrug nach § 14 StGB a. F., wenn nicht im Tatbestand höher angedroht, ein Jahr.
Bis zur Einführung des § 180 Abs. 3 StGB im Jahr 1927 machte sich der Vermieter einer Wohnung wegen Kuppelei strafbar, wenn er einem nicht verheirateten Paar (sogenannte Wilde Ehe) oder einer Prostituierten eine Wohnung vermietete oder überhaupt, wenn er in seiner Wohnung anderen Unzucht gestattete. Bis zum Urteil des BGH vom 17. April 1970 (Az. I ZR 124/68) wurden solche Mietverträge zivilrechtlich als sittenwidrig und damit unwirksam angesehen. Dieses Urteil wurde mit dem Sinn des § 180 Abs. 3 StGB begründet. Im gleichen Jahr wurde in Bayern das dort bestehende Konkubinatsverbot aufgehoben. Bis 1970 war es üblich, dass sich der Vermieter vor Abschluss eines Mietvertrags den Trauschein des Paares vorlegen ließ. Beherbergungsbetriebe (z. B. Hotels) fielen nicht unter die Ausnahme des § 180 Abs. 3 StGB, da ein Hotelzimmer keine ständige Wohnung ist. Deshalb gaben sich bis zur Reform des Paragraphen 1973 (siehe unten) dort oft unverheiratete Paare als Ehepaar aus.

### Gesetzesreform
In der DDR entfiel der Tatbestand der Kuppelei (vorher identischer Gesetzestext mit der Bundesrepublik) mit der Strafrechtsreform von 1968.
In der Bundesrepublik wurde durch die Große Strafrechtsreform von 1969 mit Geltung ab 1. April 1970 die Aberkennung bzw. der Verlust der bürgerlichen Ehrenrechte abgeschafft und die Gefängnis- und Zuchthausstrafe durch Freiheitsstrafe von grundsätzlich gleicher Dauer ersetzt, die Mindeststrafe für die schwere Kuppelei aber auf sechs Monate gesenkt.
Seit dem 28. November 1973 ist im § 180 grundsätzlich nur noch die Kuppelei mit unter 16-Jährigen als Förderung sexueller Handlungen Minderjähriger unter Strafe gestellt und mit Freiheitsstrafe bis zu drei Jahren oder Geldstrafe bedroht. Sorgeberechtigte machen sich nur strafbar, wenn sie dadurch gleichzeitig ihre Erziehungspflicht gröblich verletzen (Erzieherprivileg). 
Die Kuppelei mit unter 18-Jährigen wird mit Freiheitsstrafe bis zu fünf Jahren oder Geldstrafe bestraft, wenn es sich um entgeltliche sexuelle Handlungen handelt. Die gleiche Strafe galt bis 30. Juni 2021, wenn ein unter 18-jähriger unter Ausnutzung einer mit einem Erziehungs-, Ausbildungs-, Betreuungs-, Dienst- oder Arbeitsverhältnis verbundenen Abhängigkeit zu sexuellen Handlungen mit einem Dritten bestimmt wurde; seit 1. Juli 2021 wird das als Sexueller Missbrauch von Schutzbefohlenen mit Freiheitsstrafe von drei Monaten bis zu fünf Jahren bestraft (bei Erziehungs- und Betreuungsverhältnissen sogar dann, wenn die Abhängigkeit bei der Tat nicht ausgenutzt wurde).
Auch noch in der heutigen Fassung (siehe unten) erscheint der § 180 Absatz 1 widersprüchlich zu der im Prinzip im deutschen Strafrecht i. d. R. mit der Vollendung des 14. Lebensjahres als vorhanden angesehenen Fähigkeit zur sexuellen Selbstbestimmung.
§ 180 StGB in der seit 1. Juli 2021 geltenden Fassung:

#### § 180 Förderung sexueller Handlungen Minderjähriger
(1) Wer sexuellen Handlungen einer Person unter sechzehn Jahren an oder vor einem Dritten oder sexuellen Handlungen eines Dritten an einer Person unter sechzehn Jahre
1. durch seine Vermittlung oder
2. durch Gewähren oder Verschaffen von Gelegenheit

Vorschub leistet, wird mit Freiheitsstrafe bis zu drei Jahren oder mit Geldstrafe bestraft.
Satz 1 Nr. 2 ist nicht anzuwenden, wenn der zur Sorge für die Person Berechtigte handelt; dies gilt nicht, wenn der Sorgeberechtigte durch das Vorschubleisten seine Erziehungspflicht gröblich verletzt.
(2) Wer eine Person unter achtzehn Jahren bestimmt, sexuelle Handlungen gegen Entgelt an oder vor einem Dritten vorzunehmen oder von einem Dritten an sich vornehmen zu lassen, oder wer solchen Handlungen durch seine Vermittlung Vorschub leistet, wird mit Freiheitsstrafe bis zu fünf Jahren oder mit Geldstrafe bestraft.
(3) Im Fall des Absatzes 2 ist der Versuch strafbar. (Anmerkung: Bei Absatz 1 ist schon das Vorschubleisten die vollendete Tat, auch wenn es zu keinen sexuellen Handlungen gekommen ist).
1973 wurde ein § 180a eingefügt, der denjenigen mit einer Freiheitsstrafe bis zu drei Jahren oder Geldstrafe bedroht, der gewerbsmäßig einen Betrieb unterhält oder leitet, in dem Personen der Prostitution nachgehen und in dem diese in persönlicher oder wirtschaftlicher Abhängigkeit gehalten werden oder der einer Person unter achtzehn Jahren zur Ausübung der Prostitution Wohnung, gewerbsmäßig Unterkunft oder gewerbsmäßig Aufenthalt gewährt oder eine andere Person, der er zur Ausübung der Prostitution Wohnung gewährt, zur Prostitution anhält oder im Hinblick auf sie ausbeutet. Bis 31. Dezember 2001 wurde das Unterhalten oder Leiten eines Prostitutionsbetriebes auch dann bestraft, wenn die Prostitutionsausübung durch Maßnahmen gefördert wurde, die über das bloße Gewähren von Wohnung, Unterkunft oder Aufenthalt und die damit üblicherweise verbundenen Nebenleistungen hinausgingen.
§ 180a StGB in der seit 1. Januar 2002 geltenden Fassung:

#### § 180a Ausbeutung von Prostituierten
(1) Wer gewerbsmäßig einen Betrieb unterhält oder leitet, in dem Personen der Prostitution nachgehen und in dem diese in persönlicher oder wirtschaftlicher Abhängigkeit gehalten werden, wird mit Freiheitsstrafe bis zu drei Jahren oder mit Geldstrafe bestraft.
(2) Ebenso wird bestraft, wer
1. einer Person unter achtzehn Jahren zur Ausübung der Prostitution Wohnung, gewerbsmäßig Unterkunft oder gewerbsmäßig Aufenthalt gewährt oder
2. eine andere Person, der er zur Ausübung der Prostitution Wohnung gewährt, zur Prostitution anhält oder im Hinblick auf sie ausbeutet.

Der § 181 enthielt von 1973 bis 2005 eine Vorschrift gegen Menschenhandel, Nachfolgevorschriften sind § 232 ff. StGB.

#### Konkurrenz
Falls sexuelle Handlungen mit einer Person unter 14 Jahren gefördert werden, liegt (schwerer bestrafte) Beihilfe zum sexuellen Missbrauch von Kindern vor.

### Forderung der Abschaffung des § 180 StGB
Im Juli 2017 forderte die 2015 von Bundesjustizminister Heiko Maas eingesetzte Sachverständigenkommission zur Reform des Sexualstrafrechts, den § 180 StGB zur Förderung sexueller Handlungen Minderjähriger gänzlich zu streichen; er gehöre als „alter Zopf abgeschnitten“.

## Österreich
In Österreich ist Kuppelei heute speziell derjenige Tatbestand, in dem jemand eine Person, zu der er in einem Autoritätsverhältnis steht, „zu einer geschlechtlichen Handlung mit einer anderen Person verleitet oder die persönliche Annäherung der beiden Personen zur Vornahme einer geschlechtlichen Handlung herbeiführt.“ Das ist im § 213 StGB Kuppelei geregelt, der zugrunde liegende Missbrauch eines Autoritätsverhältnisses im § 212 StGB. Er bezieht sich auf minderjährige leibliche Verwandte absteigender Linie (bis 2006 nur auf eigene Kinder, seitdem auch auf Enkel und Urenkel), Wahlkinder, Stiefkinder oder Mündel, wie auch medizinisch, erzieherisch und amtlich betraute Personen, für die man Obsorge hat.
Kuppelei wird mit einer Freiheitsstrafe bis zu drei Jahren bestraft; handelt der Täter „um sich oder einem anderen einen Vermögensvorteil zu verschaffen“ beträgt die Freiheitsstrafe sechs Monate bis zu fünf Jahre.
Siehe auch:
- § 208a StGB Anbahnung von Sexualkontakten zu Unmündigen (siehe auch Cyber-Grooming)
- § 214 StGB Entgeltliche Vermittlung von Sexualkontakten mit Minderjährigen
- § 215a StGB Förderung der Prostitution und pornographischer Darbietungen Minderjähriger (siehe Kinderprostitution)
- im Hinblick auf Personen unter 14 Jahren sexueller Missbrauch von Unmündigen